# Бичок смугастий
Бичок смугастий (Chromogobius quadrivittatus) — вид риб родини бичкових (Gobiidae). Морський прибережно-лиманний маломігруючий вид, що сягає довжини 6,6 см. Середземноморський іммігрант у Чорному морі, віддає перевагу солоності близько 20 ‰.

## Характеристика
На нижньому краї передньої зябрової кришки (preoperculum) є темна пляма. Передній край грудного плавця має темну вертикальну смугу. Луска циклоїдна. Сенсорні папіли: 1-го ряду — 13-20; 2-го ряду — 11-19; 3-го ряду — 9-16, 4-го ряду — 10-16; 5-го ряду — 7-16; у ряді Y — 3-7; у ряді TR — 4 — 7.

## Ареал
Ареал охоплює Середземне, Адріатичне і Чорному моря. У Чорному морі відзначався у Варненській затоці, солоні лимани біля Абрау, також біля Новоросійська та Сочі. Також відзначений біля берегів України в районі Одеси, де скоріш є випадковим видом.

## Особливості біології
Дорослі особини перебувають на прибережних мілинах, під камінням або у заростях водної рослинності. Також відзначався у тимчасових басейнах під час відпливу. Живиться дрібними десятиногими ракоподібними та амфіподами. Ікринки грушоподібна.